# Live at Art D’Lugoff’s Top of the Gate
Live at Art D’Lugoff’s Top of the Gate ist ein Jazzalbum von Bill Evans, das 1968 im New Yorker Jazzclub Top of the Gate aufgenommen wurde und im Juni 2012 bei Resonance Records erschien.

## Hintergrund
Im Oktober 1968 trat der Pianist Bill Evans acht Tage lang im New Yorker Club Top of the Gate auf. Der Mitschnitt Live at Art D’Lugoff’s Top of the Gate dokumentiert Bill Evans’ Trio mit dem Bassisten Eddie Gomez (der seit 1966 mit ihm gespielt hatte) und dem Schlagzeuger Marty Morell in den ersten Wochen der Existenz dieser Band. Gomez war seit 1966 bei Evans, während Morell 1968 hinzukam, als Nachfolger von Jack DeJohnette und John Dentz.
Der Session-Ingenieur George Klabin erhielt von Evans’ Managerin Helen Keane die Erlaubnis, die beiden Auftritte für seine Rundfunksendung im Programm der Columbia University aufzunehmen, und obwohl er vor Beginn des Konzerts keine Gelegenheit hatte, einen Soundcheck durchzuführen, sein Mikrofon während des Konzerts zu platzieren und anzupassen. Statt im Top of the Gate, einem Veranstaltungsort im Obergeschoss des legendären The Village Gate von Greenwich, ein Mikrofon auf der Bühne oder im hinteren Teil des Raums einzurichten, stattete Klabin jeden Musiker damit aus; Bill Evans, Bassist Eddie Gomez und Schlagzeuger Marty Morell bekamen ihre eigenen Mikrofone, und das Set wurde live gemischt, so dass die Klangtreue hier wirklich bemerkenswert ist, schrieb Matthew Fiander.
„Für diejenigen, die sich für Geschichte und Kontext interessieren, ist es auch hilfreich, dass es hier einige seltene und frühe Darbietungen gibt, schrieb Matthew Finder; so sei ‚Witchcraft‘, das nach dem leisen ‚Emily‘ im ersten Set gespielt wurde, ursprünglich im Studio für Portrait in Jazz (1959) aufgenommen worden, und dies sei die einzige weitere Aufnahme des Stücks. Es sei auch das erste Mal, dass er sowohl ‚My Funny Valentine‘ als auch ‚Yesterdays‘ mit einem Trio aufgenommen hat. Tatsächlich wurde diese gesamte Aufnahme, die ursprünglich auf Columbias WKCR-FW ausgestrahlt wurde, noch nie offiziell veröffentlicht.“ Jede Disc der Edition enthält ein komplettes Set, einschließlich zwei Versionen von drei Songs. Es gibt ein Evans-Original („Turn Out the Stars“); der Rest sind Jazzstandards und vertraute Showmelodien.
Das Album ist versehen mit Anmerkungen zur Entstehungszeit der Aufnahmen sowie Kommentaren von Nat Hentoff, Gary Burton, Eddie Gomez, Marty Morell, George Klabin, Raphael D'Lugoff und Zev Feldman sowie historische Fotografien der Künstler und des Interieurs des Clubs.

## Titelliste
- Bill Evans: Live at Art D'Lugoff's Top of the Gate (Resonance Records – HCD-2012[1])

CD1 – First Set
1. Emily (Johnny Mandel, Johnny Mercer) 4:50
2. Witchcraft (Cy Coleman) 5:48
3. Yesterdays (Jerome Kern) 5:13
4. ’Round Midnight (Thelonious Monk) 6:29
5. My Funny Valentine (Rodgers & Hart) 4:48
6. California Here I Come (Al Jolson, Buddy DeSylva, Joseph Meyers) 5:40
7. Gone with the Wind (Allie Wrubel, Herb Magidson) 7:01
8. Alfie (Burt Bacharach) 5:15
9. Turn Out the Stars (Bill Evans) 4:45

CD 2 – Second Set
1. Yesterdays (J. Kern) 4:50
2. Emily (Mandel, Mercer) 5:13
3. In a Sentimental Mood (Duke Ellington) 4:11
4. 'Round Midnight (Monk) 6:28
5. Autumn Leaves (Joseph Kosma) 5:37
6. Someday My Prince Will Come (Frank Churchill, Larry Morey) 5:13
7. Mother Of Earl (Earl Zindar) 4:24
8. Here’s That Rainy Day (Johnny Burke & Jimmy Van Heusen) 5:18

## Rezeption
Ken Dryden verlieh dem Album in Allmusic 4½ (von %) Sterne und schrieb: „Es gab viele posthume Veröffentlichungen mit verschiedenen Bill Evans-Trios seit dem Tod des Pianisten 1980, aber Live at Art D'Lugoffs Top of the Gate steht aus mehreren Gründen über den meisten von ihnen.“ Zum einen sei es die erste Aufnahme dieses Trios, zu anderen gelänge des dem Toningenieur George Klabin, die Intimität des Trios zu erfassen, ohne Verzerrung und mit sehr wenig Geschwätz von den oft lauten Publikum Manhattans der späten 60er Jahre. Die Interpretationen einiger der Songs, die alle mit Evans-Repertoire vertrauten Fans bekannt sind, stellten in einigen Fällen eine frühe Live-Trio-Aufnahme oder eine der frühesten Aufnahmen bestimmter Lieder dar. Der Autor hebt hervor, wie schnell sich die Chemie zwischen den drei Musikern als Einheit entwickelte; „Evans wird von Morells leichtem Schlag auf das Schlagzeug und seiner subtile Besenführung sowie Gomez’ erfinderischen Basslinien getragen und es sei kein Wunder, dass er über elf Jahre bei dem Pianisten geblieben sei.
Einige der Nummern würden an beiden Abenden wiederholt“, notierte Dryden weiter, darunter die Interpretationen von „Yesterdays“, die melodisch reichen Behandlungen von „’Round Midnight“ und die zwei schwebenden Interpretationen von „Emily“. „Evans’ Fans werden sich über seine introspektive, etwas verschleierte Anordnung von ‚California, Here I Come‘, der schillernden Ausarbeitung von ‚Autumn Leaves‘ und dem magischen Spiel von ‚Someday My Prince Will Come‘ freuen. Man kann nur hoffen, dass George Klabin, Inhaber des Resonance-Labels, viele andere Shows auf dem Top of the Gate aufgenommen hat und die Erlaubnis zur Ausgabe dieser Mitschnitte erhält. Dieses Set mit zwei CDs wird von den Sammlern von Bill Evans als unerlässlich angesehen.“
Larry Taylor schrieb in All About Jazz, „Gomez war ein Meister der Improvisation, während Morell ein energischer, geradliniger Schlagzeuger war, der das Trio stets auf Kurs hielt. Zusammen mit dem Leader tragen beide hier meisterhafte Soli bei.“ ’Round Midnight werde „in einer Reihe von herausragenden Punkten durchdacht mit schweren Akkorden für Interpunktion in der Art seines Komponisten Thelonious Monk dargestellt. Evans liefert es jedoch auf seine ganz eigene Art und Weise, angetrieben von Morells extrovertiertem Trommeln. Eine revidierte Version von ‚Autumn Leaves‘ biete ein geschmackvolles Bass-Solo und werde vom swingenden Piano des Bandleaders gewürzt. Ein trällerndes ‚Someday My Prince Will Come‘ fange kühl als Ballade an, bevor es zu einem feurigen Streifzug werde. In Evans’ Ansätzen gibt es zahlreiche Überraschungen, wie etwa die unkonventionelle Behandlung des alten Al Jolson-Favoriten ‚California Here I Come‘.“
Um auf sicherem Terrain zu sein, geb es auch die typischen eleganten Evans-Titel, so Taylor, wie etwa „My Funny Valentine“ und „Emily“. „Wir können wirklich dankbar sein“, resümiert der Autor, „dass Klabin die Weitsicht hatte, diese Bänder wegzupacken, um sie jetzt öffnen zu können.“
Thomas Conrad meinte in JazzTimes, „Im neuen Jahrtausend sind Archivalben mit bisher unveröffentlichter Musik zu einem Jazz-Plattenphänomen geworden. Sie sind so weit verbreitet, dass die meisten Jazz-Umfragen inzwischen ihre Kategorie ‚Neuauflage‘ in ‚Historisch / Neuauflage‘ geändert haben, so dass neue Aufnahmen nicht mit ungeerdeten Meisterwerken konkurrieren müssen. Und es gab einige Meisterwerke: In der Carnegie Hall von Monk und Coltrane; Roadshows Vol. 1 von Sonny; Echoes of Indiana Avenue von Wes; Live in Europe 1967 von Miles. Jetzt gibt es noch einen weiteren: 23. Oktober 1968, zwei komplette Sätze von Bill Evans an der Spitze des Tors in Greenwich Village.
Evans hat vielleicht 1968 200 Nächte gespielt, und dies war nur ein weiterer Auftritt, weshalb die Glut des Klavierspiels erstaunlich ist. Schnelle Stücke wie ‚Autumn Leaves‘ sind Explosionen der positiven Lyrik. Langsame Stücke wie ‚Alfie‘ sind tiefgreifende existentielle Untersuchungen, persönlich und universell, die von Evans Akkord-Voicings von innen beleuchtet werden. In beiden Versionen von ‚Emily‘ verwandelt er die erste melodische Figur in eine verheerende menschliche Sehnsucht, indem er sie leicht berührt. Gene Lees berühmte Beschreibung von Evans’ Musik ist ‚Liebesbriefe, die aus einem Gefängnis des Herzens an die Welt geschrieben werden‘. Es gibt einige tiefe Liebesbriefe in diesen beiden Sätzen. Aber selbst bei einem Stück, das so kristallklar ist wie der letzte Track ‚Here’s That Rainy Day‘, baut Evans leidenschaftliche Dringlichkeit auf. Im Jahr 1968 war er, vor allem in einer Live-Umgebung, ein weniger introvertierter Pianist als derjenige, der die legendären Aufnahmen von Village Vanguard vor sieben Jahren aufgenommen hatte. Eddie Gomez ist in seinem zweiten Jahr in elf Jahren als Bassist von Evans schnell und extravagant. Schlagzeuger Marty Morell hat nie Soli. Er war brandneu mit dem Trio, verständlicherweise zaghaft, aber bereits empfindlich mit seiner Energie.
Archivalben sind alles über das Paket, und das Paket hier ist cool: Erinnerungen, Fotos, Erinnerungsstücke, unverhüllte Nostalgie. Es gibt sogar eine Reproduktion des Vertrags von American Federation of Musicians für das Engagement, unterzeichnet von Evans. ‚$ 1000 in bar an den Leader wöchentlich‘. Die wichtigste Tugend des Pakets ist der Sound. George Klabin, heute Präsident von Resonance Records, war 1968 ein 22-jähriger Ingenieur. Außerdem hatte er eine eigene Jazzradiosendung bei einem FM-Sender der Columbia University. Klabin nahm die beiden Sets auf einem Crown-Kassettenrecorder mit vier guten Mikrofonen auf, mischte sie live auf zwei Spuren und sendete sie einmal in seiner Show. Evans' Klavier ist nicht perfekt fokussiert, aber diese Aufnahme bietet ausreichend Luft und Leben, um Zeitreisen zu erleichtern. Vierundvierzig Jahre kollabieren und wir sind da.“
Matthew Fiander schrieb in Pop Matters, angesichts der Flut von wiederentdeckten historischen Mitschnitten im Jazz: „Wenn Sie mit jemandem wie Bill Evans zu tun haben, der zwei klassische Live-Alben [eingespielt] hat – Sunday at the Village Vanguard und Waltz für Debby –, ist es noch schwieriger zu glauben, dass ein neues Zwei-Disc-Live-Set – in diesem Fall Live at Art D'Lugoffs Top of the Gate – ist eine wertvolle Ergänzung Ihrer Sammlung. Und doch ist es überraschend.“ Dies sei, wenn auch nicht ganz, dem Toningenieur George Klabin zu verdanken, der durch seine Mikrophonaufstellung zur Klangtreue beitrug. „Was Sie hier bekommen, ist nicht nur Klarheit, sondern auch Intimität. Sie haben das Gefühl, wie es sein könnte, wenn Sie ganz nah dran sind, wie Evans sich über sein Klavier hockt und in der Nähe der Tasten lauscht, während er helle, tief empfundene Versionen herausstößt, von denen die meisten Klassiker geworden sind.“
Auch wenn dieses Evans-Trio „bei weitem nicht so berühmt“ sei wie seine ursprüngliche Besetzung mit Scott Lofaro und Paul Motian würdenGomez und Morell in diesem Set „verdammt gut“ spielen. „Zum einen halten sie mit Evans perkussiver, sprintender Notenspur, seinen schnellen Phrasen auf den Tasten und seinen unheimlichen Verschiebungen in Stimmung und Tempo mehr als mit. Sie können vom aufregenden, schwungvollen Zug von ‚Yesterday‘ zum bedeckten, stimmungsvollen […] ‚’Round Midnight‘ wechseln, ohne einen Takt zu verpassen. Nicht nur das, auch beide Spieler haben die Chance, sich auszudehnen und solo zu spielen, und sie verleihen dem Prozess eine zusätzliche Unmittelbarkeit. Sie können spüren, wie sie die Songs auf Anhieb intuitiv erfassen. Dies sind keine auswendig gelernten Melodien, sie werden tief im Blut gefühlt.“ So gelängen auf Top of the Gate dem Trio „brillante Versionen einiger wahrer Jazzstandards“; ihr „My Funny Valentine“ sei knapp, aber voller Energie; „Someday My Prince Will Come“ sei locker und verspielt. Andere Songs, darunter „’Round Midnight“ und „Emily“ „fühlen sich frisch an, als könnten die Spieler jedes Mal etwas Neues entdecken, wenn sie diese Songs spielen.“
„Wenn Sie in der Musik versunken sind, entspricht dies fast dem hervorragenden Sunday at the Village Vanguard oder Waltz for Debby [von 1961]“, resümiert Matthew Fiander. „Wenn die Musik läuft, fühlen Sie sich an dem vorderen Tisch, aber dazwischen werden Sie daran erinnert, wie viel Zeit und Entfernung zwischen Ihnen und dem Inhalt der Aufnahme liegen. Am Ende bekommt man hier genau das richtige Gefühl für die Musik, und dies ist eine Reihe von Jazzklängen, die jeder Fan besitzen sollte, aber das Gefühl der gesamten Performance verliert sich in der Übertragung nur ein bisschen.“